# Freienstein-Teufen
Freienstein-Teufen é uma comuna da Suíça, situada no distrito de Bülach, no cantão de Zurique. Tem 8,32 km² de área e sua população em 2018 foi estimada em 2.371 habitantes.